# Église Saint-Gabriel de Platičevo
Pour les articles homonymes, voir Église Saint-Gabriel.
L'église Saint-Gabriel de Platičevo (en serbe cyrillique : Црква Светог арханђела Гаврила у Платичеву ; en serbe latin : Crkva Svetog arhanđela Gavrila u Platičevu) est une église orthodoxe serbe située à Platičevo, dans la province de Voïvodine, dans le district de Syrmie et dans la municipalité de Ruma en Serbie. Elle est inscrite sur la liste des monuments culturels de grande importance de la république de Serbie (identifiant no SK 1304).

## Présentation

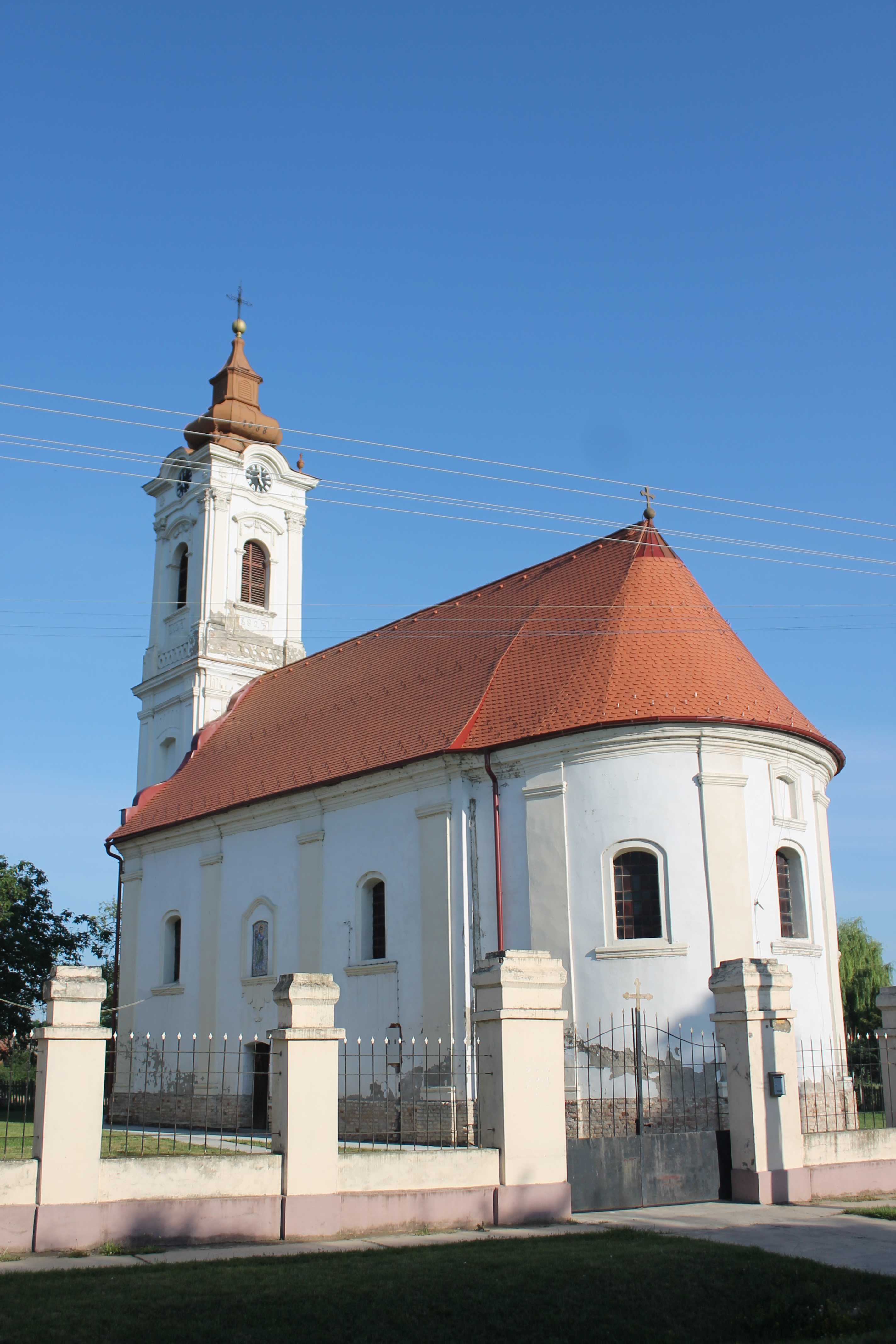
Autre vue de l'église.

L'église de Platičevo a été construite à la fin du XVIIIe siècle. Elle est constituée d'une nef unique prolongée par une abside demi-circulaire ; la façade occidentale est dominée par un haut clocher baroque qui s'élève à environ 25 m ; cette façade est rythmée horizontalement par une haute plinthe et par une corniche et, verticalement, par des pilastres encadrant les ouvertures ou des niches.
L'iconostase a été réalisée par un maître sculpteur inconnu de la fin du XVIIIe siècle ou du tout début du XIXe siècle ; elle a été peinte en 1802 par Stefan Gavrilović, avec la collaboration de son frère Ilija, un doreur.